# Åsa Wängelin
Åsa Wängelin, född 1957 i Bergsjö, är en svensk målare. 
Wängelin har inriktat sig på akvarell, akryl och olja. Konstnären är idag bosatt och verksam i Gävle.